# Marcelo Zalayeta
Marcelo Danubio Zalayeta (né le 5 décembre 1978 à Montevideo en Uruguay) est un footballeur qui évoluait au poste d'attaquant.

## Biographie
Zalayeta, surnommé El Panteron ou encore Zazà, a commencé sa carrière professionnelle à Montevideo au Danubio lors de la saison 1995-1996. Il marquera pour sa première saison 12 buts en première division. L'année suivante, il part à Peñarol, où il remporte le championnat uruguayen grâce notamment à ses 13 réalisations. A seulement 19 ans, il est déjà titulaire en équipe nationale.
En janvier 1998 il est transféré à la Juventus pour 750.000 €. Il y marquera plusieurs buts importants, en particulier en Ligue des champions contre le FC Barcelone et le Real Madrid. En dépit de son taux élevé de buts marqués par minute jouée, Zalayeta ne réussira jamais à s'imposer dans le onze de départ, et sera prêté à plusieurs équipes italiennes et étrangères telles que Empoli, Séville ou Pérouse.
À son retour à la Juventus lors de la saison 2004-2005, Zalayeta est régulièrement utilisé par l'entraîneur Fabio Capello, mais sans devenir un véritable titulaire. Pourtant doté d'une bonne technique et d'un bon jeu de tête son principal défaut restera sa nonchalance et un mode de vie un peu agité. Il participera à la descente de la Juventus en Série B en 2006 puis partira l'été suivant en copropriété à Naples.
Avec sa sélection, il rate un pénalty lors de la séance de tirs au but face à l'Australie, privant l'Uruguay de la Coupe du monde 2006.
Il jouera avec les napolitains 49 matchs pour 12 réalisations.
En août 2010, il signe pour deux ans plus une année en option au club turc de Kayserispor. L'aventure durera moins d'un an car il résiliera son contrat le 29 mars 2011. 
En novembre 2005, Après avoir terminé 5e de la zone CONMEBOL avec l'équipe d'Uruguay, son équipe n'est pas parvenue à se qualifier pour la Coupe du monde 2006 (match de barrage perdu face à l'équipe d'Australie).
Au mois de mai 2011, il se met d'accord avec le club uruguayen du CA Peñarol pour un retour dans le club qui l'a révélé.

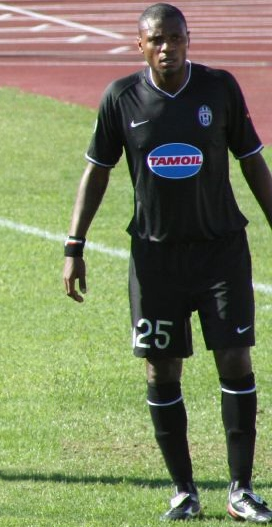
Zalayeta à Rimini-Juventus (9 septembre 2006)

## Palmarès

### Équipe nationale
- Finaliste de la Coupe du monde de football des moins de 20 ans 1997 avec les espoirs
- Finaliste de la Copa América 1999

### Juventus
- Finaliste de la Ligue des champions de l'UEFA en 1998 et 2003
- Championnat d'Italie :
  - 1998, 2002, 2003 et 2005
- Championnat d'Italie D2 :
  - 2006-07
- Supercoupe d'Italie :
  - 1997, 2002 et 2003
- Finaliste de la coupe d'Italie en 2002 et 2004
- 31 matchs et 6 buts de C1.

### Peñarol
- Liguilla Cup en 1997
- Championnat d'Uruguay en 1997